# Medianeira
Medianeira is een gemeente in de Braziliaanse deelstaat Paraná. De gemeente telt 39.857 inwoners (schatting 2009).

## Aangrenzende gemeenten
De gemeente grenst aan Itaipulândia, Matelândia, Missal, Ramilândia, São Miguel do Iguaçu en Serranópolis do Iguaçu.

## Geboren
- Michel Teló (1981), zanger en componist
- Fernanda Martins (1982), techno, hardtechno en schranz dj, producer en mede-eigenares van twee platenlabels